# 日本電波映画
日本電波映画株式会社（にほんでんぱえいが）は、かつて存在した日本の映画製作会社である。京都市内、亀岡市内に撮影所を開設、稼動した。

## データ
本社
- 所在地 京都市右京区太秦多藪町

北緯35度00分48.01秒 東経135度42分14.05秒 / 北緯35.0133361度 東経135.7039028度
日本電波映画撮影所
- 所在地 京都市右京区太秦井戸ヶ尻町

北緯35度00分43.27秒 東経135度42分41.44秒 / 北緯35.0120194度 東経135.7115111度
日本電波映画第二撮影所
- 所在地 亀岡市

## 略歴・概要
松本常保が1948年（昭和23年）、京都市右京区太秦多藪町にえくらん社（のちのエクラン社、2007年解散）を設立、映画製作および芸能プロダクション業務を開始、1959年（昭和34年）7月、同地に設立したテレビ映画・映画製作会社が「日本電波映画株式会社」である。
1960年（昭和35年）12月31日、読売テレビで放送を開始した『琴姫七変化』が設立第1作で、戦前からキャリアのあるヴェテラン監督久見田喬二が「組田秋造」名義で監督した。同作の放映期間中の1962年（昭和37年）4月、本社から東へ500メートル離れた太秦井戸ヶ尻町に撮影所を建設・開所、日本電波映画撮影所とした。同作は、同年末の12月29日に放送を終了するまで、新撮影所で撮影した。
ヒット映画『明治天皇と日露大戦争』（1957年）で知られる映画監督渡辺邦男を招き、1965年（昭和40年）のテレビドラマ『人生劇場』の監修を皮切りに、同年には渡辺監督の『明治の風雪 柔旋風』（配給は松竹）で映画製作に乗り出す。当時はヒットが続き、一時は亀岡に「日本電波映画第二撮影所」を開設したが。渡辺作品などへの過剰投資が仇となり、『明治天皇と日露大戦争』を元にした、大作ドラマ『明治天皇』（1966、1967年）さえも打ち切られ、1967年（昭和42年）に不渡りを出し、井戸ヶ尻町の撮影所も閉鎖された。
尚、当社の製作部長であった国広鷹夫は、俳優 国広富之の実父である。
撮影所を手放した後も「大和企画」名義でテレビ映画『白獅子仮面』（1973年）を製作した。『白獅子仮面』以降のテレビ映画製作の記録はなく、社長の松本はその後も映画を製作したが、「日本電波映画株式会社」の活動および解散時期については不明である。

## フィルモグラフィ
- 『天馬天平』 : 監督組田彰造、フジテレビ、テレビ映画、1960年 - 1961年
- 『琴姫七変化』 : 監督組田彰造 / 笹川博敏、読売テレビ、テレビ映画、1960年 - 1962年
- 『宇宙Gメン』 : 監督曲谷守平 / 出口十三夫 / 峰徳夫、読売テレビ、テレビ映画、1963年
- 『姿三四郎』 ：フジテレビ、テレビ映画、1963年
- 『月姫峠』 :日本テレビ、テレビ映画、1963年
- 『霧姫さま』 :日本テレビ、テレビ映画、1963 - 1964年
- 『柔』 : 監督渡辺邦男 / 平井昌一、日本テレビ、テレビ映画、1964 - 1965年
- 『坊主拳法』 : 監督組田彰造、読売テレビ、テレビ映画、1964年 - 1965年
- 『戦国の剣豪』 : 監督内出好吉、日本テレビ、テレビ映画、1964年
- 『人生劇場』 ：監修 渡辺邦男、フジテレビ、テレビ映画、1965年
- 『明治の風雪 柔旋風』 : 監督渡辺邦男、配給松竹、1965年
- 『続・柔旋風 四天王誕生』 : 監督西山正輝、配給松竹、1965年
- 『暴力の港 虎と狼』 : 監督土居通芳、配給松竹、1965年
- 『怒濤の対決』 : 監督西山正輝、配給松竹、1965年
- 『柔一筋』 : 監修・監督渡辺邦男、監督西山正輝 / 内出好吉 / 萩原遼 / 荒井岱志 / 奥中惇夫 / 磯田一夫、日本テレビ、テレビ映画、1965年
- 『続 柔』、監修渡辺邦男、監督西山正輝 / 内出好吉 / 萩原遼、日本テレビ、テレビ映画、1965年 - 1966年
- 『ド根性大将』 : 監督土居通芳、配給松竹、1966年
- 『男の顔は切札』 : 監督マキノ雅弘、配給松竹、1966年
- 『明治天皇』 ：監督 渡辺邦男、讀賣テレビ放送、1966年（1期 テレビ映画）、1967年（2期 VTR製作）
- 『アゴン』 : 監修関沢新一、監督峰徳夫 / 大橋史典、フジテレビ、テレビ映画、1968年
- 『ジャングルプリンス』 :原作関沢新一/新井豊/峰徳夫、日本テレビ、テレビ映画、1970年
- 『白獅子仮面』 : 監督小野登、浅間虹兒、共同製作京都映画・宝塚映画 / 日本テレビ、テレビ映画、1973年

未制作作品
- 『S・Fモンスター作戦』（1965年 - ）
特殊造形家の大橋史典を中心とした番組企画[4]。SF作家の筒井康隆と眉村卓が5本ずつシノプシスを執筆[6]。
- 『白蘭部隊 出動』
パイロット版（第1話のみ製作）、主演は琴姫七変化、月姫峠の松山容子、月姫峠のDVDBOXに収録。

## 註
1. 1 2 3 4 5 6 7  「日本電波映画撮影所」、立命館大学公式サイト（#外部リンク欄）、2009年10月7日閲覧。二重リンクを省く。
2. ↑  『実録 テレビ時代劇史』野村庸一、東京新聞出版局、1991年1月、123-125頁。ISBN 4-808-30654-9。
3. ↑  不渡りを出した後に放送された『アゴン』及び『ジャングルプリンス』はそれ以前に製作され「お蔵入り」の状態だった。
4. 1 2  竹書房/イオン編 編「Bonus Column 知る人ぞ知る…日本電波映画」『超人画報 国産架空ヒーロー40年の歩み』竹書房、1995年11月30日、56頁。ISBN 4-88475-874-9。C0076。
5. ↑  『超人画報』（1995年）では、「現・大和新社」と記載している[4]。
6. ↑  筒井康隆『筒井康隆、自作を語る』ハヤカワ文庫JA、2020年、p.279